# Fernando de Arteaga y Pereira
Fernando de Arteaga y Pereira (* 11. August 1851 in Barcelona; † 17. Februar 1934 in Cruz Quebrada - Dafundo) war ein spanischer Dichter, Romanist und Hispanist, der in England wirkte.

## Leben
Arteaga studierte in Barcelona und war dort, sowie in Madrid, Gymnasiallehrer für Latein, Geschichte und spanische Literatur. Er ging 1890 nach England und bereiste im Auftrag einer Firma für Eisenbahnbau den amerikanischen Kontinent. Ab 1893 war er an der Taylor Institution (für europäische Sprachen) der Universität Oxford Assistent von Henry Butler Clarke und wurde 1894 dessen Nachfolger als Lehrer für Spanisch. Ab 1907 war er in Oxford Lecturer, von 1921 bis zu seiner Emeritierung 1927 Professor für Spanisch. Daneben war er von 1909 bis 1927 Lecturer für Spanisch  und Italienisch an der Universität Birmingham.
Arteaga stand in Kontakt mit Àngel Guimerà, Benito Pérez Galdós und Manuel Machado, ferner mit Frederick York Powell.
Fernando de Arteaga war der Bruder des Dichters José María Arteaga Pereira (1846–1913).

## Werke

### Belletristik
- Fuera y dentro. Escritos en verso y prosa, Barcelona 1879
- (Übersetzer mit E. de Vaudrey) Bret Harte, Bocetos californianos, Barcelona 1883
- Celebridades musicales o sea biografías de los hombres más eminentes en la música, Barcelona 1886 (mit Felip Pedrell  y Francisco Viada)
- Quinientos cantares, Barcelona 1897
- (Übersetzer) Arthur Conan Doyle, La guerra en Sud África. Sus causas y modo de hacerla, London 1902
- (Hrsg.) Nine Spanish poems, London 1909
- Coplas sin nombre de autor sacadas de un manuscrito, Oxford 1915
- Tierras amigas. Poesías, Oxford 1922
- (Hrsg.) Tierra y raza (Cuentos españoles), London 1923

### Hispanistik
- Practical Spanish. A grammar of the Spanish language, London 1902
- A new English and Spanish vocabulary alphabetical and analogical, London 1902
- (Bearbeiter) Karl-Marquard Sauer, Spanish conversation-grammar, Heidelberg 1904
- Correspondencia comercial española, Heidelberg 1907, 1922
- Spanisches Lesebuch/Lectures espagnoles/A Spanish Reader, Heidelberg 1909 (Methode Gaspey-Otto-Sauer)